# Ophthalmitis specificaria
Ophthalmitis specificaria är en fjärilsart som beskrevs av Felix Bryk 1948. Ophthalmitis specificaria ingår i släktet Ophthalmitis och familjen mätare. Inga underarter finns listade i Catalogue of Life.